# West Baraboo
West Baraboo est un village du comté de Sauk, dans l'État du Wisconsin, aux États-Unis. En 2020, il comptait une population de 1 627 habitants.